# Asplenium nigrescens
Asplenium nigrescens är en svartbräkenväxtart som beskrevs av Bl. Asplenium nigrescens ingår i släktet Asplenium och familjen Aspleniaceae. Inga underarter finns listade.